# Sonova
Sonova (Sonova Holding AG) – cho đến ngày 31 tháng 7 năm 2007 Phonak (Phonak Holding AG) – là một công ty Thụy Sĩ chuyên về các hệ thống không dây và thiết bị nghe. Tập đoàn Sonova gồm 3 đơn vị - Phonak Hearing Systems, Unitron Hearing and Phonak Wireless Communications Systems. Ngày 1 tháng 8 năm 2007, Phonak AG chính thức đổi tên thành Sonova Holding AG. Sản phẩm của hãng vẫn mang thương hiệu Phonak.
Sonova, Phonak có nguồn gốc từ "AG für Elektroakustik" được lập năm 1947. Công ty được Ernst Rihs mua năm 1965. Đến tháng 9 năm 2007, tập đoàn này sử dụng 4200 nhân công trên khắp thế giới.
Phonak là nhà tài trợ tên cho đội UCI ProTour Phonak Hearing Systems, từ năm 2002 và 2006. Ngày 2/10/2006, Phonak Group đồng ý ký thoả thuận mua cổ phần với GN ReSound trong vụ mua lại trị giá 2.65 tỷ USD. Tuy nhiên, quy định của châu Âu đã ngăn cản vụ sáp nhập và kết thúc một thời kỳ củng cố quy mô lớn trong ngành này.

## Phạm vi hoạt động
Sản phẩm: Máy trợ thính Phonak (Naída, Certéna, Exélia, Audéo, OK, Lyric, Versáta, Milo, Phonak Ambra, Nios Micro, Savia, Una, Power Max, Eleva, eXtra, inspiro, DynaMic, SmarkLink +, ZoomLink+, EasyLink +, iSense Micro, Isense Classic, Click ‘n Talk, iCom, Phonak PilotOne, myPilot, WatchPilot 2, KeyPilot 2, SoundPilot 2, Wall Pilot, iLapel, iBoom,
Sonova (Sonova Holding AG) – tên trước đây là Phonak (Phonak Holding AG) – là công ty Thụy Sĩ cung cấp các giải pháp nghe (máy trợ thính, thiết bị liên lạc không dây, thiết bị cấy ốc tai điện tử,). Tập đoàn Sonova bao gồm các thương hiệu sản phẩm Phonak, Unitron, Lyric, Sona (máy trợ thính và thiết bị liên lạc không dây), AB, Acoustic Implants (thiết bị cấy ốc tai điện tử) và các thương hiệu bán lẻ Hansaton, Lapperre, Connect Hearing, i-Hear, Island Hearing.
Ngày 1 tháng 8 năm 2007, Phonak AG chính thức đổi tên thành Sonova Holding AG. Tuy nhiên, sản phẩm của công ty khi bán ra ngoài thị trường vẫn mang thương hiệu Phonak. Sonova, Phonak khởi đầu được thành lập vào năm 1947 với tên "AG für Elektroakustik". Đến năm 1965 công ty được Ernst Rihs mua lại. Cho đến năm 2010, toàn tập đoàn có khoảng 6.800 nhân viên trên toàn cầu. Phonak là nhà tại trợ cho đội Phonak Hearing Systems của giài đua xe đạp UCI ProTour, từ năm 2002 đến 2006. Mùa thu năm 2006, Phonak cho ra đời chiến dịch "Hear the World" nhằm tạo sự nhận thức của cộng đồng về chủ đề thính lực và sự suy giảm thính lực đồng thời nhấn mạnh tầm quan trọng của việc nghe tốt trên toàn cầu. Những nhạc sĩ tên tuổi lừng dành thế giới như Plácido Domingo, the Vienna Philharmonic, Bryan Adams, và Joss Stone ủng hộ chiến dịch Hear the World với vai trò là đại sứ của chương trình này.

## Lịch sử
- 19xx: Thành lập AG für Elektroakustik với trụ sở chính tại Zurich bởi một nhóm các nhà đầu tư người Bỉ gốc Pháp.
- 1965: Ernst Rihs mua lại toàn bộ cổ phần. Beda Diethelm gia nhập công ty, tiếp sau đó là Andy Rihs, và một vài năm sau đó là Hans-Ueli Rihs. Một kỷ nguyên mới của công ty bắt đầu.
- 1978: Giới thiệu SuperFront, sản phẩm trợ thính khuếch đại âm thanh. Giới thiệu các sản phẩm trợ thính dành cho trẻ em. Phonak thành lập công ty bán hàng ở nước ngoài đầu tiên tại Đức
- 1980: Sau khi Ernst Rihs qua đời, hai người con trai của ông tiếp nhận cổ phần của ông. Beda Diethelm nhận quyền cổ đông.
- 1985: Thành lập Phonak Holding AG – một công ty cổ phần của tập đoàn Phonak.
- 1987: Chuyển đến toàn nhà Phonak mới tại Stäfa, Thụy Sĩ
- 1989: Thành lập công ty tiếp thị, bán hàng tại Hoa Kỳ
- 1992: Giới thiệu thành công PiCS Hearing Computer. Thành lập nhà máy Phonak Communications tại Murten, Thụy Sĩ để mở rộng hoạt động kinh doanh trong lĩnh vực liên lạc không dây.
- 1995: Giới thiệu sản phẩm AudioZoon, sử dụng công nghệ đa micro đầu tiên.
- 1996: Giới thiệu sản phẩm MicroLink, thiết bị tiếp âm FM có kích thước nhỏ nhất thế giới.
- 1997: Khánh thành trung tâm công nghệ mới tại Stäfa.
- 1999: Cho ra đời sản phẩm Claro, sản phẩm trợ thính Phonak sử dụng công nghệ kỹ thuật số hoàn chỉnh đầu tiên có thể tích hợp hoàn toàn với thiết bị FM.
- 2003: Cho ra đời sản phẩm SmartLink, phụ kiện đầu tiên giúp kết nối điện thoại di động với máy trợ thính thông qua Bluetooth.
- 2004: Giới thiệu sản phẩm Savia, sản phẩm trợ thính sử dụng công nghệ kỹ thuật số hiện đại nhất. giúp người sử dụng nghe dễ chịu hơn và âm thanh tự nhiên hơn.
- 2006: Phonak giới thiệu sáng kiến Hear The World trên toàn cầu để nâng cao sự nhận thức về tầm quan trọng của khả năng nghe và hậu quả của khiếm thính. Sáng kiến này đề cập đến những tác động về mặt tâm lý và xã hội của khiếm thính và cung cấp thông tin về cách phòng bệnh và những giải pháp dành cho người khiếm thính.

Cho ra đời dòng sản phẩm microPower, dòng máy trợ thính có đầu thu âm thanh nằm trong ống tai đem lại sự thẩm mỹ cao dành cho người khiếm thính sâu.
- 2007: Vào ngày 1/8, Phonak Holding AG đổi tên thành Sonova Holding AG. Phonak được giữ lại làm thương hiệu cho sản phẩm. Thành lập Phonak Acoustic Implants ở Lausanne, Thụy Sĩ để phát triển lĩnh vực cấy tai giữa. Thành lập trung tâm sản xuất và phân phối Phonak Operation Center Việt Nam tại Khu Công nghiệp Việt Nam – Singapore, Bình Dương, Việt Nam.
- 2008: Naída, sản phẩm trợ thính dòng cao cấp dành cho mức độ khiếm thính nặng, có vỏ chống thấm nước, được đón nhận rộng rãi trên thị trường.
- 2009: Giới thiệu thành công sản phẩm Audéo YES, sản phẩm trợ thính hiện đại với kiểu dáng độc dáo. Sản phẩm có kích thước nhỏ gọn mà vẫn đảm bảo chức năng tốt. Xây dựng trung tâm nghiên cứu công nghệ và sản xuất mới tại Stäfa, Thụy Sĩ

## Liên kết
- Trang mạng chính thức
- www.phonak.com